# یواس‌اس دین دوم (اس‌پی-۹۸)
یواس‌اس دین دوم (اس‌پی-۹۸) (به انگلیسی: USS Dean II (SP-98)) یک کشتی بود که طول آن ۴۲ فوت (۱۳ متر) بود. این کشتی  در سال ۱۹۱۵ ساخته شد.